# JJ Project
JJ Project(en hangul, 제이제이 프로젝트) es un dúo surcoreano, compuesto por JB y Jinyoung. Fue formado por la discográfica JYP Entertainment y lanzaron su primer sencillo titulado "Bounce" el 20 de mayo de 2012. Debutaron como parte de Got7 el 16 de enero de 2014.

## Carrera
En 2009, Lim Jae-beom y Park Jin-young audicionaron con éxito para JYP Entertainment y se convirtieron en aprendices, ganando el primer lugar entre 10 mil aspirantes. En enero de 2012, formaron parte del elenco de la serie de televisión surcoreana de KBS, Dream High 2. Para no ser confundidos con los cantantes del mismo nombre, Yim Jae-beom y J.Y. Park, adoptaron los nombres artísticos "JB" y "Jr." respectivamente. Eventualmente, prestaron sus voces para la banda sonora de la serie de televisión mencionada. El 8 de mayo, JYP Entertainment anunció su nuevo dúo, JJ Project, que debutó con el sencillo "Bounce" el 20 de mayo de 2012, ocupando el puesto número 8 en la lista de álbumes de Gaon. El vídeo musical de la pista homónima se lanzó a través de su cuenta oficial de YouTube, y alcanzó más de 1 millón de visitas en YouTube en 2 días. "Bounce" fue producido por J.Y. Park y combina los géneros hip hop, rock y electrónica. "Bounce" ganó popularidad por su interpretación alegre y de espíritu libre. El sencillo también incluye el tema "Hooked", una colaboración con Suzy titulada "Before This Song Ends", y la versión instrumental de "Bounce". Las promociones comenzaron el 24 de mayo en M!Countdown, y duraron un mes.
El 26 de junio de 2012, el dúo fue invitado a grabar una versión libre de "Na Na Na", tema de Yoo Seung-jun, para ser interpretado en la segunda temporada del programa de música de MBC, MM Choice. Entre junio y octubre, participaron en el reality show de SBS, MTV Diary durante 45 episodios. El 7 de julio, abrieron el Wonder World Tour de Wonder Girls en Seúl, que se llevó a cabo frente a 5.000 fanáticos en Jamsil Indoor Gymnasium. También fueron el acto de apertura de la parada del 8 de septiembre en Singapur, donde interpretaron "Bounce" y "Hooked", y luego se unieron a Hyerim en su presentación en solitario. En agosto de 2012, JJ Project participó en el concierto titulado "JYP Nation", que se llevó a cabo en el Olympic Park Gymnasium de Seúl el 4 de agosto, y en el Yoyogi National Gymnasium de Tokio el 18 y 19 de agosto. Los espectáculos atrajeron a una audiencia de 10,000 y 36,000 personas, respectivamente. El 25 de noviembre, actuaron en el concierto mundial "M LIVE in Vietnam" celebrado en Ho Chi Minh para celebrar el 20 aniversario del establecimiento de relaciones diplomáticas entre Corea del Sur y Vietnam.
JJ Project ganó 1250 millones de won durante el año por sus actividades en el campo de la música y acuerdos de patrocinio con la línea de cosméticos para adolescentes de LG, Nana's B, la marca de ropa TBJ, y Reebok. En abril de 2013, el dúo apareció una vez más como actores para el drama de MBC, When a Man Falls in Love. Debido a los problemas financiaron de JYPE, el dúo fue puesto en hiatus. El16 de enero de 2014, JB y Jr. debutaron como miembros del grupo, Got7. En mayo de 2015, Jr. cambió su nombre artístico a Junior; luego, el 16 de agosto de 2016, decidió usar su nombre de pila.
El 31 de julio de 2017, el dúo hizo su regreso como la primera subunidad de Got7, y lanzó Verse 2, un EP que incluye canciones compuestas y escritas por ellos mismos sobre las ansiedades de la juventud. Al mismo tiempo, realizaron una exposición fotográfica. Verse 2 se ubicó en el número dos en la lista de álbumes de Gaon y en la lista de álbumes mundiales de Billboard, y debutó en el puesto 29 en la lista de álbumes de Oricon en Japón. Entre agosto y septiembre, actuaron en Super Concert de Inkigayo en Daejeon. A finales de año, Verse 2 fue elegido como el quinto mejor álbum de K-pop de 2017 por Billboard, y fue nominado en la división de álbumes en los Golden Disc Awards.
El 19 de enero de 2021, tras la expiración de su contrato, JB y Jinyoung dejaron JYP Entertainment.

## Miembros
- JB
- Jinyoung

## Discografía
Véase: Discografía con Got7 y Jus2

### EPs
| Título  | Detalles                                                                                    | Posiciones en el chart | Posiciones en el chart | Posiciones en el chart | Posiciones en el chart | Ventas                                  |
| Título  | Detalles                                                                                    | KOR                    | JPN                    | US Heat                | US World               | Ventas                                  |
| ------- | ------------------------------------------------------------------------------------------- | ---------------------- | ---------------------- | ---------------------- | ---------------------- | --------------------------------------- |
| Verse 2 | - Publicado: 31 de julio de 2017 - Sello: JYP Entertainment - Formato: CD, descarga digital | 2                      | 29                     | 9                      | 2                      | - KOR: 120,673 - JPN: 3,823 - US: 1,000 |

### Sencillos
| Título | Detalles                                                                                   | Posiciones en el chart | Ventas        |
| Título | Detalles                                                                                   | KOR                    | Ventas        |
| ------ | ------------------------------------------------------------------------------------------ | ---------------------- | ------------- |
| Bounce | - Publicado: 20 de mayo de 2012 - Sello: JYP Entertainment - Formato: CD, descarga digital | 8                      | - KOR: 12,833 |

### Temas
| Título            | Año  | Charts | Charts              | Ventas         | Álbum   |
| Título            | Año  | KOR    | World Digital Songs | Ventas         | Álbum   |
| ----------------- | ---- | ------ | ------------------- | -------------- | ------- |
| "Bounce"          | 2012 | 30     | 14                  | - KOR: 238,668 | Bounce  |
| "Tomorrow, Today" | 2017 | 27     | 9                   | - KOR: 48,265  | Verse 2 |

## Videografía
| Año  | Tipo                     | Título                                                     |
| ---- | ------------------------ | ---------------------------------------------------------- |
| 2017 | Spoiler del álbum        | - JJ Project (JB, 진영) 《Verse 2》 (Album Spoiler)        |
| 2017 | Teaser del vídeo musical | - JJ Project (JB, 진영) 〈내일, 오늘〉                     |
| 2017 | Vídeo musical            | - JJ Project (JB, 진영) 〈내일, 오늘〉 (M/V)               |
| 2017 | Track Card               | - JJ Project (JB, 진영) 〈Coming Home〉                    |
| 2017 | Track Card               | - JJ Project (JB, 진영) 〈내일, 오늘〉                     |
| 2017 | Track Card               | - JJ Project (JB, 진영) 〈On&On〉                          |
| 2017 | Track Card               | - JJ Project (JB, 진영) 〈Icarus〉                         |
| 2017 | Track Card               | - JJ Project (JB, 진영) 〈Don't Wanna Know〉               |
| 2017 | Track Card               | - JJ Project (JB, 진영) 〈Find You〉                       |
| 2017 | Track Card               | - JJ Project (진영) 〈그날〉                               |
| 2017 | Track Card               | - JJ Project (JB) 〈Fade Away〉                            |
| 2017 | Exhibición fotográfica   | - JJ Project (JB, 진영) 〈내일, 오늘〉 (PHOTO EXHIBITION)  |
| 2017 | Guía                     | - JJ Project (JB, 진영) 〈내일, 오늘〉 (Cheer Guide Video) |
| 2012 | Teaser del vídeo musical | - JJ Project (JB, 진영) 〈Bounce〉                         |
| 2012 | Vídeo musical            | - JJ Project (JB, 진영) 〈Bounce〉 (M/V)                   |

## Presentaciones
| Año  | Título                                           | Fecha         | Canal         |
| ---- | ------------------------------------------------ | ------------- | ------------- |
| 2017 | JJ Project 〈내일, 오늘〉                        | 31 de julio   | V LIVE        |
| 2017 | JJ Project 〈Coming Home〉                       | 31 de julio   | V LIVE        |
| 2017 | JJ Project 〈Don't wanna know〉                  | 31 de julio   | V LIVE        |
| 2017 | JJ Project 〈Icarus〉                            | 31 de julio   | V LIVE        |
| 2017 | JJ Project 〈Bounce〉                            | 31 de julio   | V LIVE        |
| 2017 | JJ Project 〈꽂혔어〉                            | 31 de julio   | V LIVE        |
| 2017 | JJ Project 〈내일, 오늘〉                        | 1 de agosto   | 딩고 뮤직     |
| 2017 | JJ Project 〈내일, 오늘〉                        | 2 de agosto   | KBS Cool FM   |
| 2017 | JJ Project 〈내일, 오늘〉                        | 3 de agosto   | Mnet K-POP    |
| 2017 | JJ Project JB 〈내일, 오늘〉 (직캠)              | 3 de agosto   | Mnet K-POP    |
| 2017 | JJ Project 진영 〈내일, 오늘〉 (직캠)            | 3 de agosto   | Mnet K-POP    |
| 2017 | JJ Project 〈내일, 오늘〉                        | 4 de agosto   | KBS Kpop      |
| 2017 | JJ Project JB 〈내일, 오늘〉 (ASMR Lyric Live)   | 4 de agosto   | M2            |
| 2017 | JJ Project 진영 〈내일, 오늘〉 (ASMR Lyric Live) | 4 de agosto   | M2            |
| 2017 | JJ Project 〈내일, 오늘〉                        | 5 de agosto   | MBCkpop       |
| 2017 | JJ Project JB 〈내일, 오늘〉 (직캠)              | 5 de agosto   | MBCkpop       |
| 2017 | JJ Project 진영 〈내일, 오늘〉 (직캠)            | 5 de agosto   | MBCkpop       |
| 2017 | JJ Project 〈내일, 오늘〉                        | 6 de agosto   | SBS KPOP      |
| 2017 | JJ Project 〈내일, 오늘〉                        | 7 de agosto   | M2            |
| 2017 | JJ Project 〈내일, 오늘〉                        | 10 de agosto  | Mnet K-POP    |
| 2017 | JJ Project JB 〈내일, 오늘〉 (직캠)              | 10 de agosto  | Mnet K-POP    |
| 2017 | JJ Project 진영 〈내일, 오늘〉 (직캠)            | 10 de agosto  | Mnet K-POP    |
| 2017 | JJ Project 〈내일, 오늘〉                        | 12 de agosto  | MBCkpop       |
| 2017 | JJ Project JB 〈내일, 오늘〉 (직캠)              | 12 de agosto  | MBCkpop       |
| 2017 | JJ Project 진영 〈내일, 오늘〉 (직캠)            | 12 de agosto  | MBCkpop       |
| 2017 | JJ Project 〈내일, 오늘〉                        | 14 de agosto  | V LIVE        |
| 2017 | JJ Project 〈Don't Wanna Know〉                  | 14 de agosto  | V LIVE        |
| 2017 | JJ Project 〈On&On〉                             | 14 de agosto  | V LIVE        |
| 2017 | JJ Project (진영) 〈그날〉                       | 14 de agosto  | V LIVE        |
| 2017 | JJ Project (JB) 〈Fade Away〉                    | 14 de agosto  | V LIVE        |
| 2017 | JJ Project 〈내일, 오늘〉                        | 14 de agosto  | ALL THE K-POP |
| 2017 | JJ Project 〈내일, 오늘〉 (MPD직캠)              | 17 de agosto  | Mnet K-POP    |
| 2017 | JJ Project 〈내일, 오늘〉                        | 23 de agosto  | 지니뮤직      |
| 2017 | JJ Project 〈내일, 오늘〉                        | 24 de agosto  | Mnet K-POP    |
| 2017 | JJ Project 〈내일, 오늘〉                        | 25 de agosto  | KBS Kpop      |
| 2017 | JJ Project 〈내일, 오늘〉                        | 26 de agosto  | MBCkpop       |
| 2017 | JJ Project 〈내일, 오늘〉                        | 27 de agosto  | SBS KPOP      |
| 2017 | JJ Project 〈내일, 오늘〉                        | 31 de agosto  | KCON          |
| 2017 | JJ Project 〈내일, 오늘〉                        | 1 de octubre  | SBS KPOP      |
| 2012 | JJ Project 〈Bounce〉                            | 26 de octubre | MBCkpop       |
| 2012 | JJ Project 〈Bounce〉                            | 27 de octubre | SBS KPOP      |
| 2012 | JJ Project 〈Bounce〉                            | 1 de junio    | The K-POP     |
| 2012 | JJ Project 〈Bounce〉                            | 3 de junio    | SBS KPOP      |
| 2012 | JJ Project 〈Bounce〉                            | 7 de junio    | Mnet K-POP    |
| 2012 | JJ Project 〈Bounce〉                            | 9 de junio    | MBCkpop       |
| 2012 | JJ Project 〈Bounce〉                            | 10 de junio   | SBS KPOP      |
| 2012 | JJ Project 〈Bounce〉                            | 16 de junio   | MBCkpop       |
| 2012 | JJ Project 〈Bounce〉                            | 17 de junio   | SBS KPOP      |
| 2012 | JJ Project 〈Bounce〉                            | 19 de junio   | ARIRANG K-POP |
| 2012 | JJ Project 〈Bounce〉                            | 24 de junio   | SBS KPOP      |
| 2012 | JJ Project 〈Bounce〉                            | 25 de junio   | ALL THE K-POP |
| 2012 | JJ Project 〈Bounce〉                            | 26 de junio   | ARIRANG K-POP |
| 2012 | JJ Project 〈Bounce〉                            | 30 de julio   | MBCkpop       |
| 2012 | JJ Project 〈Bounce〉                            | 1 de julio    | SBS KPOP      |
| 2012 | JJ Project 〈Bounce〉                            | 7 de julio    | MBCkpop       |
| 2012 | JJ Project 〈Bounce〉                            | 7 de julio    | ARIRANG K-POP |
| 2012 | JJ Project 〈Bounce〉                            | 7 de julio    | ARIRANG K-POP |

## Filmografía

### Programas de variedades y reality shows
| Año  | Título                    | Canal           | Ref.   |
| ---- | ------------------------- | --------------- | ------ |
| 2012 | Real JJ Project           | YouTube         | [ 57 ] |
| 2012 | JJ Project Diary          | SBS MTV         | [ 58 ] |
| 2017 | JJ Diary the Moments      | YouTube, V Live | [ 59 ] |
| 2019 | JJ PROJECT의 오르골라이브 | V Live          | [ 60 ] |
| 2019 | RADIO APART               | V Live          | [ 61 ] |